# دبیرستان کوسرائی
دبیرستان کوسرائی یک مدرسه آموزش متوسطه دولتی در شهر توفول، منطقه شهرداری للو در ایالت کوسرائی، کشور ایالات فدرال میکرونزی است. وزارت آموزش و پروش ایالت کوسرائی این مدرسه را مدیریت می‌کند.
این مدرسه در دهه ۱۹۶۰ (میلادی) باز شد. ساختمان اصلی آن بین سال‌های پایانی دهه ۱۹۶۰ (میلادی) تا میانه دهه ۱۹۷۰ (میلادی) ساخته شد. در این دوره، مدرسه‌های دولتی دیگری نیز در قلمرو تراست جزایر اقیانوس آرام ساخته شدند.
دبیرستان کوسرائی در گذشته مدرسه شبانه‌روزی بوده است.